# Laura Pollán

Laura Inés Pollán Toledo (Manzanillo, 13 de fevereiro de 1948 - L'Avana, 14 de outubro de 2011) foi uma proeminente líder da oposição de Cuba. Pollán foi fundadora do grupo dissidente denominado Damas de Branco.

## Biografia
Pollán era professora de literatura. Com a prisão de seu marido Héctor Maseda Gutiérrez por motivo político em 2003, abandonou a sua profissão e passou a caminhar pelas ruas de Havana, silenciosamente, até a Igreja de Santa Rita juntamente com outras mulheres que tiveram seu maridos presos igualmente por motivos políticos, em protesto para a libertação de todos eles. 
Assim ela fundou e se tornou líder do grupo denominado Damas de Branco. Durante sete anos estas mulheres realizaram esta caminhada, até que em 2010, num acordo intermediado pela Igreja e a Espanha, Cuba soltou boa parte dos dissidentes. Sendo que vários deles foram de imediato deportados. Seu marido foi libertado em fevereiro de 2011.
Apesar da soltura, Berta e suas companheiras continuaram a fazer a sua marcha visando pela democratização de Cuba. Em várias oportunidade foram hostilizadas e detidas temporariamente.
Recebeu em 2005 o Prêmio Sakharov do Parlamento Europeu e em 2006 o Prêmio Human Rights First.
Sendo Diabética e hipertensa, foi hospitalizada devido a uma infecção do aparelho respiratório causada por vírus respiratório sincicial, além de estar debilitada devido a dengue e veio a óbito em 14 de outubro de 2011, devido uma parada cardíaca.